# Henry Damian Juncker
Henry Damian Juncker (Fénétrange, 22 agosto 1809 – Alton, 2 ottobre 1868) è stato un vescovo cattolico francese naturalizzato statunitense.

## Biografia
Henry Damian Juncker nacque a Fénétrange, nella Lorena, il 22 agosto 1809.

### Formazione e ministero sacerdotale
Mentre era un giovane studente al seminario di Pont-à-Mousson decise di dedicare la sua vita alle missioni americane. Emigrò quindi negli Stati Uniti d'America e si stabilì a Cincinnati, nell'Ohio. Completò gli studi teologici in quella città e il 16 marzo 1834 fu ordinato presbitero dal vescovo John Baptist Purcell. In seguito fu parroco della parrocchia della Santissima Trinità a Cincinnati dal 1834 al 1836, parroco della parrocchia di Santa Maria a Canton dal 1836 al 1846, parroco di Urbana e parroco della parrocchia dell'Emanuele a Dayton dal 1846 alla nomina episcopale.

### Ministero episcopale
Il 9 gennaio 1857 papa Pio IX lo nominò vescovo di Alton. Ricevette l'ordinazione episcopale il 26 aprile successivo dall'arcivescovo metropolita di Cincinnati John Baptist Purcell, co-consacranti il vescovo di Milwaukee John Martin Henni e quello di Erie Joshua Maria (Moody) Young. Poco dopo partì per Alton, dove si stabilì nella chiesa dei Santi Pietro e Paolo.
Poco dopo il suo ingresso in diocesi monsignor Juncker partì per un viaggio di sei mesi nella diocesi, che contava 58 chiese, 30 missioni e 28 sacerdoti. Al termine di esso pubblicò la sua prima lettera pastorale dove esprimeva particolare preoccupazione per i cattolici che avevano lasciato la Chiesa perché non c'erano abbastanza sacerdoti per amministrare i sacramenti. Nell'autunno del 1857 si recò quindi in Europa nella speranza di attirare preti e seminaristi che desiderassero esercitare il ministero in America. I sacerdoti stranieri riempirono le file del clero di Alton e al momento della sua morte nel 1868 in diocesi operavano un centinaio di preti.
Mentre era in Europa, monsignor Juncker visitò i frati minori recolletti di Paderborn, in Germania. Voleva infatti istituire un convento nella diocesi, perché la comunità potesse fornire sia pastori che educatori. Convinse padre Gregory Janknecht, il provinciale, che mandò a Teutopolis nove frati, inclusi due teologi. I francescani divennero rapidamente indispensabili in quanto fornirono assistenza pastorale a quarantotto missioni in diciannove contee. Nel 1859 i francescani aprirono il Collegio di San Francesco Solano a Quincy e tre anni dopo fondarono il seminario "San Giuseppe" di Teutopolis.
Monsignor Juncker ebbe anche il merito di aver portato diverse comunità di religiose nella diocesi, sette delle quali erano specializzate nell'educazione e tre nell'infermieristica. Le suore contribuirono a creare l'infrastruttura istituzionale della diocesi istituendo numerose scuole e ospedali.
Nel 1859 completò la prima cattedrale. Durante il suo episcopato vennero fondati due collegi maschili, sei accademie femminili, un seminario, due ospedali e un orfanotrofio.
Morì ad Alton il 2 ottobre 1868 all'età di 59 anni. Negli undici anni del suo episcopato, aveva creato una solida base istituzionale e spirituale che consentì alla diocesi di prosperare sotto il suo successore. Al momento della sua morte infatti c'erano 125 chiese, oltre 100 sacerdoti e 80 000 cattolici. È sepolto nella cripta sotto l'altare maggiore nell'ex cattedrale dei Santi Pietro e Paolo ad Alton.

## Genealogia episcopale
La genealogia episcopale è:
- Cardinale Scipione Rebiba
- Cardinale Giulio Antonio Santori
- Cardinale Girolamo Bernerio, O.P.
- Arcivescovo Galeazzo Sanvitale
- Cardinale Ludovico Ludovisi
- Cardinale Luigi Caetani
- Cardinale Ulderico Carpegna
- Cardinale Paluzzo Paluzzi Altieri degli Albertoni
- Cardinale Gaspare Carpegna
- Cardinale Fabrizio Paolucci
- Cardinale Francesco Barberini
- Cardinale Annibale Albani
- Cardinale Federico Marcello Lante Montefeltro della Rovere
- Vescovo Charles Walmesley, O.S.B.
- Arcivescovo John Carroll, S.I.
- Vescovo Benedict Joseph Flaget, P.S.S.
- Arcivescovo James Whitfield
- Arcivescovo John Baptist Purcell
- Vescovo Henry Damian Juncker